# Seven de Nueva Zelanda 2000
El Seven de Nueva Zelanda de 2000 fue la primera edición del torneo de rugby 7, fue el quinto torneo de la primera temporada de la Serie Mundial Masculina de Rugby 7.
Se disputó en la instalaciones del Westpac Stadium de Wellington.

## Fase de grupos

### Grupo A
| Equipo        | Encuentros | Encuentros | Encuentros | Encuentros | Tantos  | Tantos    | Tantos     | Puntos |
| Equipo        | jugados    | ganados    | empatados  | perdidos   | a favor | en contra | diferencia | Puntos |
| ------------- | ---------- | ---------- | ---------- | ---------- | ------- | --------- | ---------- | ------ |
| Nueva Zelanda | 3          | 3          | 0          | 0          | 113     | 19        | +94        | 9      |
| Tonga         | 3          | 2          | 0          | 1          | 43      | 64        | -21        | 7      |
| Francia       | 3          | 1          | 0          | 2          | 45      | 56        | −11        | 5      |
| Islas Cook    | 3          | 0          | 0          | 3          | 26      | 88        | −62        | 3      |

Nota: Se otorgan 3 puntos al equipo que gane un partido, 2 al que empate y 1 al que pierda

### Grupo B
| Equipo             | Encuentros | Encuentros | Encuentros | Encuentros | Tantos  | Tantos    | Tantos     | Puntos |
| Equipo             | jugados    | ganados    | empatados  | perdidos   | a favor | en contra | diferencia | Puntos |
| ------------------ | ---------- | ---------- | ---------- | ---------- | ------- | --------- | ---------- | ------ |
| Fiyi               | 3          | 3          | 0          | 0          | 136     | 22        | +114       | 9      |
| Argentina          | 3          | 2          | 0          | 1          | 62      | 62        | 0          | 7      |
| Papúa Nueva Guinea | 3          | 1          | 0          | 2          | 44      | 87        | −43        | 5      |
| Estados Unidos     | 3          | 0          | 0          | 3          | 27      | 98        | −71        | 3      |

### Grupo C
| Equipo  | Encuentros | Encuentros | Encuentros | Encuentros | Tantos  | Tantos    | Tantos     | Puntos |
| Equipo  | jugados    | ganados    | empatados  | perdidos   | a favor | en contra | diferencia | Puntos |
| ------- | ---------- | ---------- | ---------- | ---------- | ------- | --------- | ---------- | ------ |
| Samoa   | 3          | 3          | 0          | 0          | 75      | 31        | +44        | 9      |
| Canadá  | 3          | 2          | 0          | 1          | 71      | 33        | +38        | 7      |
| Croacia | 3          | 1          | 0          | 2          | 27      | 71        | -44        | 5      |
| Uruguay | 3          | 0          | 0          | 3          | 24      | 62        | −38        | 3      |

### Grupo D
| Equipo    | Encuentros | Encuentros | Encuentros | Encuentros | Tantos  | Tantos    | Tantos     | Puntos |
| Equipo    | jugados    | ganados    | empatados  | perdidos   | a favor | en contra | diferencia | Puntos |
| --------- | ---------- | ---------- | ---------- | ---------- | ------- | --------- | ---------- | ------ |
| Australia | 3          | 3          | 0          | 0          | 110     | 19        | +91        | 9      |
| Sudáfrica | 3          | 2          | 0          | 1          | 103     | 34        | +69        | 7      |
| Japón     | 3          | 1          | 0          | 2          | 42      | 88        | −46        | 5      |
| Hong Kong | 3          | 0          | 0          | 3          | 15      | 129       | −114       | 3      |

## Fase Final

### Cuartos de final
| 5 de febrero | Nueva Zelanda | 42 - 12 | Argentina |  |  |

| 5 de febrero | Australia | 21 - 10 | Canadá |  |  |

| 5 de febrero | Samoa | 29 - 21 | Sudáfrica |  |  |

| 5 de febrero | Fiyi | 47 - 7 | Tonga |  |  |

### Semifinal
| 5 de febrero | Nueva Zelanda | 19 - 0 | Australia |  |  |

| 5 de febrero | Samoa | 12 - 47 | Fiyi |  |  |

### Final
| 5 de febrero | Nueva Zelanda | 14 - 24 | Fiyi |  |  |

| Bandera de Fiyi        |
| Campeón Fiyi           |
| 3º título del circuito |